# Осада Ольмюца
Осада Ольмюца (нем. Olmütz, чеш. Olomouc) — одно из сражений Семилетней войны. После двухмесячной осады Ольмюца пруссаки отступили от крепости и отвели свои войска в Силезию.
После падения последнего укреплённого пункта австрийцев в Силезии — крепости Швейдниц (ныне Свидница в Польше)19 апреля 1758 года, Фридрих, развивая успех, подготовил вторжение в Богемию и Моравию. Его противник, австрийский главнокомандующий граф Леопольд Йозеф Даун, имел под ружьём 58-тысячную армию. Ожидая прибытия подкреплений, а также момента, когда русские и шведские союзники Габсбургской монархии смогут начать активные наступательные действия, Даун был занят исключительно организацией обороны австрийских провинций, уступив пруссакам инициативу.
1 мая 1758 года 55-тысячное прусское войско вошло в Моравию и 4 мая осадило крепость Ольмюц. В то время, как 8-тысячный корпус был занят осадой крепости, имевшей 8,5-тысячный гарнизон и располагавшей 324 орудиями, Фридрих с остальными силами прикрывал его от войск Дауна. Особенности местности и недостаток сил не позволили пруссакам взять Ольмюц в сплошное кольцо осады, поэтому Дауну удалось установить с крепостью надёжное сообщение, благодаря чему гарнизон не испытывал нужды ни в подкреплениях, ни в боеприпасах. 
Примерно 27 мая началось открытие первых параллелей. Осадные траншеи продвигали около 1600 человек. Они состояли в основном из солдат и в меньшей степени из насильно набранных местных крестьян. 30-го была готова первая параллель с шестью батареями орудий и мортир. 31 мая начался обстрел города из 30 орудий, 16 мортир и 8 гаубиц. Осажденные ответили ответным огнем. При этом они уничтожили, по крайней мере временно, главную батарею противника.
Ещё большего успеха удалось достичь австрийской лёгкой кавалерии: в боях 28 июня под Гунтерсдорфом и 30 июня при Домштадле они захватили большой (более 3 тысяч подвод) обоз с припасами, шедший к осаждающим крепость пруссакам.
В результате Фридрих был вынужден 2 июля снять осаду крепости и увести свои войска из Моравии. Обратный путь был им выбран через Богемию, так как он рассчитывал захватить находившийся в Кёниггреце (ныне Градец Кралове в Чехии) большой австрийский магазин. Однако и в Кёниггреце его ждало большое разочарование: австрийцам удалось при приближении прусской армии уничтожить большую часть находившихся в магазине припасов. 
4 августа 1758 года поход пруссаков в Богемию и Моравию, не оправдав ни одной из возлагавшихся на него надежд, завершился безрезультатно возвращением в Ландесхут. Инициатива кампании перешла теперь к русским и австрийцам.